# Iris Tabeling

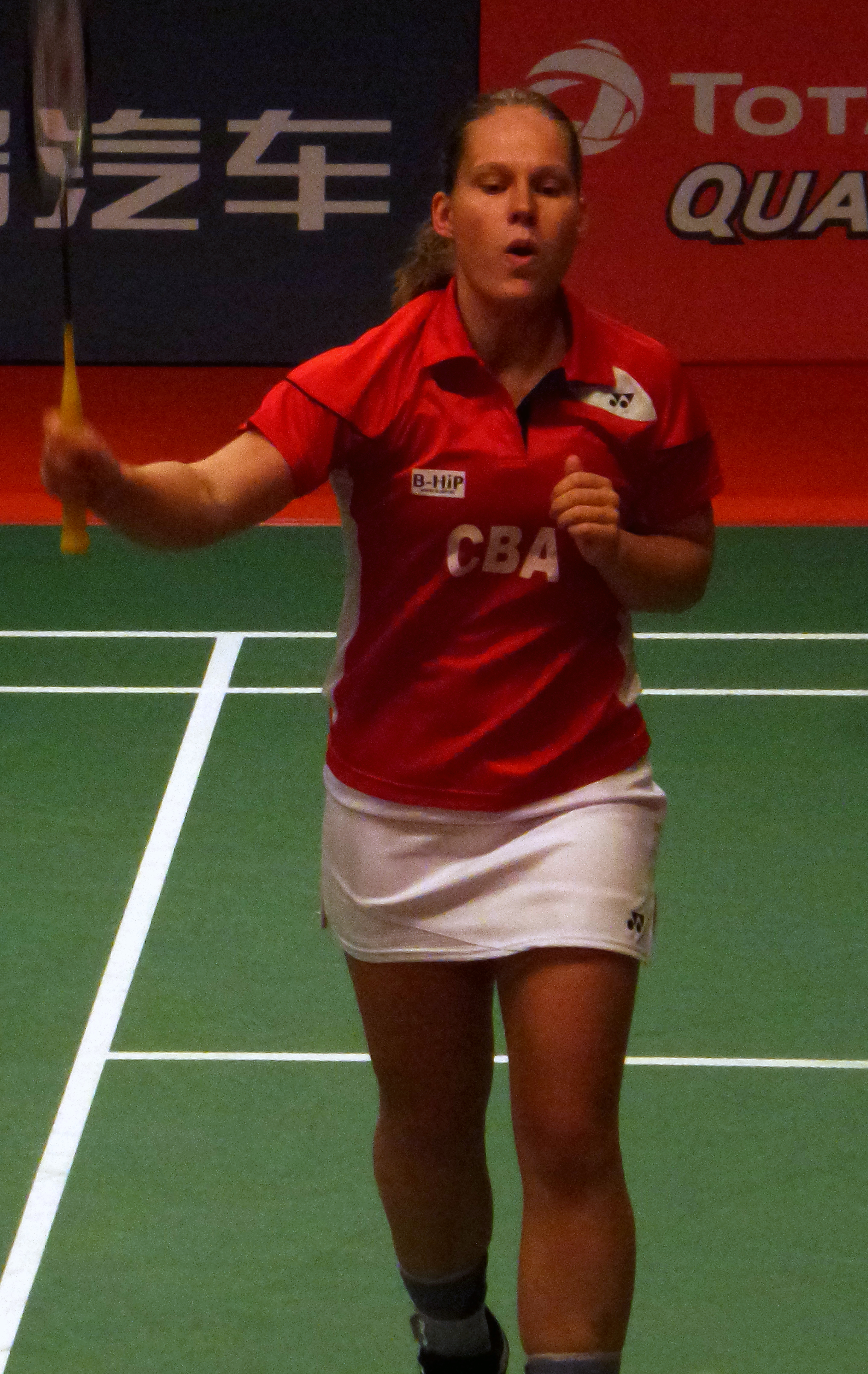
Iris Tabeling

Iris Tabeling (* 27. Juni 1991 in Amstelveen) ist eine niederländische Badmintonspielerin. 

## Karriere
Iris Tabeling wurde 2010 Junioren-Vizeeuropameisterin im Damendoppel. 2010 siegte sie bei den Czech International, Slovak International und den Italian International. 2011 nahm sie an den Badmintonweltmeisterschaften teil und gewann die Estonian International.

## Sportliche Erfolge
| Saison | Veranstaltung                      | Disziplin   | Platz | Name                             |
| ------ | ---------------------------------- | ----------- | ----- | -------------------------------- |
| 2009   | Junioren-Europameisterschaft       | Damendoppel | 2     | Selena Piek / Iris Tabeling      |
| 2010   | Czech International                | Damendoppel | 1     | Selena Piek / Iris Tabeling      |
| 2010   | Slovak International               | Damendoppel | 1     | Selena Piek / Iris Tabeling      |
| 2010   | Italian International              | Damendoppel | 1     | Selena Piek / Iris Tabeling      |
| 2011   | Estonian International             | Damendoppel | 1     | Selena Piek / Iris Tabeling      |
| 2012   | Niederlande: Einzelmeisterschaften | Damendoppel | 1     | Selena Piek / Iris Tabeling      |
| 2012   | Norwegian International            | Damendoppel | 2     | Selena Piek / Iris Tabeling      |
| 2013   | Swedish International Stockholm    | Damendoppel | 1     | Selena Piek / Iris Tabeling      |
| 2014   | Dutch International                | Damendoppel | 1     | Samantha Barning / Iris Tabeling |